# Z-Man Games
La Z-Man Games è un'azienda statunitense di giochi da tavolo, attiva dal 1999, specializzata nella produzione e pubblicazione di giochi in stile tedesco.
L'azienda prende il nome dal suo fondatore, Zev Shlasinger, ed è nota soprattutto per i giochi della serie Pandemic, oltre ad essere editore esclusivo dell'edizione in lingua inglese dei popolari Eurogames, come Carcassonne e Terra Mystica.
Nel 2011 è stata acquistata da Sophie Gravel, proprietaria dell'editore/distributre Filosofica, con sede nel Québec, che creò la F2Z Entertainment.  Shlasinger lasciò la Z-Man Games il 15 gennaio 2016. Nel 2016 la F2Z Entertainment è stata a sua acquisita dalla Asmodee.
Tra i molti giochi pubblicati ci sono Arimaa, Agricola, Citadels, Corsari dei Caraibi, Pandemia, Stone Age, Sulle Tracce di Marco Polo.